# Hugh Quarshie
	Hugh Anthony Kobna Quarshie (Accra, 22 december 1954) is een in Ghana geboren Brits acteur. Hij is het meest bekend met de rol van Ric Griffin in de medische dramaserie Holby City.

## Levensloop
Quarshie werd geboren in Accra en lid van de Euro-Afrikaanse gemeenschap van Ghana. Hij is van gemengde Ghanese, Engelse en Nederlandse afkomst. Hij emigreerde op driejarige leeftijd met zijn gezin naar het Verenigd Koninkrijk. Hij werd opgeleid bij Bryanston School in Dorset en Dean Close School in Cheltenham (gedurende die tijd speelde hij de rol van Othello in het Tuckwell Theatre), voordat hij PPE las in Christ Church, Oxford.
Quarshie had overwogen journalist te worden voordat hij ging acteren. Hij is lid van de Royal Shakespeare Company en verscheen in vele toneelproducties en televisieprogramma's, waaronder de serie Behaving Badly met Judi Dench. Hij staat bekend om het spelen van de rollen van Sunda Kastagir in Highlander en Captain Panaka in Star Wars: Episode I: The Phantom Menace. Hij woonde het Star Wars-fanevenement "Star Wars Celebration" bij in 1999. Ook portretteerde hij luitenant Obutu in Wing Commander.
In september 2010 was Quarshie te zien in een aflevering van Who Do You Think You Are?, waarin hij zijn Ghanese en Nederlandse afkomst traceerde. De aflevering onthulde dat Quarshie deel uitmaakte van de oude elite van gemengd ras van zijn land, aangezien een van zijn voorouders, Pieter Martinus Johannes Kamerling, een Nederlandse ambtenaar was aan de Nederlandse Goudkust. Dit maakte hem ook een verre verwant van de Nederlandse acteur Antonie Kamerling.

## Theater
- Cymbeline als Posthumus (Royal Exchange, Manchester) (1984)
- The Admirable Crichton als Crichton (Royal Exchange, Manchester) (1985)
- Goethe's Faust als Mephistopheles (Royal Shakespeare Company) (1995)
- Julius Caesar als Mark Antony (Royal Shakespeare Company) (1995)
- Othello als Othello (Royal Shakespeare Company) (2015)

## Prijzen en nominaties
| Jaar | Prijs                         | Categorie                                                         | Werk                                              | Uitslag     |
| ---- | ----------------------------- | ----------------------------------------------------------------- | ------------------------------------------------- | ----------- |
| 1995 | News & Documentary Emmy Award | Uitstekende informatieve of culturele programmering - Programma's | Assault on the Male (Gedeeld met Deborah Cadbury) | Gewonnen    |
| 2022 | BAFTA Award                   | Beste acteur                                                      | Stephen                                           | Genomineerd |